# Jaime de Campos Ramalho
Jaime de Campos Ramalho CvTE • ComC • ComA (Lamego, 14 de Maio de 1873 - Lisboa, 1935) foi um militar português.

## Biografia

### Nascimento e família
Jaime de Campos Ramalho nasceu na localidade de Lamego, em 14 de Maio de 1873.
Casou com Adelina de Campos Ramalho, tendo sido pai de Gabriela Campos Ramalho e de Judite de Campos Ramalho.

### Carreira militar
Assentou praça, como voluntário, em 1890; frequentou a Escola do Exército, e foi promovido a alferes em 1897.
Participou na Campanha de Angoche, em Moçambique, e chefiou a 5.ª Companhia de Landins numa campanha contra sublevados em Timor, entre 1912 e 1913, tendo sido ferido em combate.
Serviu em Angola durante a Primeira Guerra Mundial, tendo, posteriormente, assumido o comando das tropas no Baixo Cunene, naquela colónia. Atingiu a posição de coronel de infantaria.
Colaborou, igualmente, com a imprensa, principalmente na Ilha da Madeira, que Jaime Ramalho considerava como pátria adoptiva.

### Falecimento
Morreu em 1935, na sua residência na Rua Felipe Folque, em Lisboa.

### Condecorações e homenagens
Foi condecorado com um colar da Ordem Militar de Sant'Iago da Espada por ter redigido o livro Marchas e Combates de Noite, e com os graus de Comendador da Ordem Militar de Cristo e da Ordem Militar de Avis, e de Cavaleiro da Ordem Militar da Torre e Espada, do Valor, Lealdade e Mérito; recebeu, igualmente, várias Medalhas de Serviços Distintos pela sua conduta no Ultramar.